# Raymond Vahan Damadian
Raymond Vahan Damadian, né le 16 mars 1936 à New York et mort le 3 août 2022, est un médecin américain d'ascendance arménienne ayant participé au développement de l'imagerie par résonance magnétique (IRM) dans les années 1970.

## Biographie
Damadian est né à New York de deux parents arméniens : Vahan, originaire d'Anatolie, et Odette, fille d'immigrés français appartenant à la diaspora arménienne en France.
Il effectue des études de mathématiques à l'université du Wisconsin à Madison en 1956, puis entre à l'Albert Einstein College of Medicine de New York en 1960.

### L'IRM
En 1970, il rapporte un travail sur les réponses différentes en résonance magnétique entre des tissus sains et cancéreux dans le journal Science. Il pense pouvoir améliorer le diagnostic du cancer, il a alors mis au point l'IRM.
Quoiqu'ayant construit, dans des conditions incroyablement difficiles, le premier système d'imagerie (allant, faute de crédits, jusqu'à usiner de ses propres mains les différentes pièces constitutives de sa machine avec l'aide de deux étudiants) le jury du prix Nobel 2003 ne reconnaîtra pas ses travaux, vraisemblablement à cause de ses idées créationnistes, créant un scandale sans précédent dans l'histoire de ce prix prestigieux[réf. souhaitée]. Le philosophe agnostique Michael Ruse, vif adversaire du créationnisme, exprima ainsi sa stupéfaction : « J'ai un haut-le-corps à l'idée qu'on ait refusé à Raymond Damadian ce juste honneur à cause de ses croyances religieuses. ». Mis au courant de ces rumeurs, Damadian déclara au Sydney Morning Herald : « Avant que cela n'arrive, personne ne m'a jamais dit : "Ils ne vous donneront pas le prix Nobel de médecine parce que vous êtes un scientifique de la création. Si les gens faisaient activement campagne contre moi à cause de ça, je ne l'ai jamais su ».
Sa biographie est relatée dans le livre A machine called indomitable.